# Deysi Coriová
Deysi Estela Coriová Tellová (* 2. července 1993) je peruánská šachová velmistryně, jejíž nejvyšší hodnocení Elo v kariéře dosáhlo 2444 bodů. Vyhrála v ženské kategorii mistrovství světa mládeže v šachu 2009, mistrovství světa juniorů v šachu 2011 a panamerické mistrovství v šachu 2016 a 2017. Reprezentovala Peru na pěti šachových olympiádách, zúčastnila se také Světového poháru v šachu 2015. Její mladší bratr Jorge Cori je rovněž šachovým velmistrem.